# 후리가나
한자(칸지)
가나
- 히라가나
  - 헨타이가나
- 가타카나
- 만요가나

사용법
- 후리가나
- 오쿠리가나

로마자 표기법(로마지)
- 헵번식
- 훈령식 (ISO)
- 일본식 (전자법)

‘振り仮名’에 후리가나를 붙여 쓴 예.

후리가나(일본어: 振り仮名 후리가나[*]) 또는 요미가나(일본어: 読み仮名 요미가나[*])는 일본어 표기에서, 어떤 단어나 글자(보통 한자)의 읽는 법을 주위에 작게 써 놓은 것을 뜻한다.

## 개요
가로쓰기인 경우 일반적으로 글자 위에, 사전의 경우는 단어 뒤에, 세로쓰기인 경우 글자의 오른쪽에 주로 쓴다. 활판 인쇄에서 보통 사용하는 5호 활자(10.5point) 옆에 쓰던 후리가나용 활자가 7호 활자(5.5 point)였다. 이 7호 활자를 미국에서 루비 타입(ruby type, ruby character)이라는 호칭으로 불렀으며, 이 호칭이 전래돼 인쇄물에 붙이는 후리가나를 루비 문자라 한다. 이는 중국에서도 사용되었고, 한때 한국에서도 사용되었다. 한자의 읽는 법을 쓰는 경우가 많기에 주로 히라가나로 쓰게 되며, 예외적인 경우 가타카나나 한자 등으로 쓰게 되는 경우도 있다.
활판인쇄술의 특징을 이어받은 출판 작업에서는 대상 문자의 반 정도 크기로 루비 문자를 붙인다. 7포인트 이하의 글씨에는 붙이지 않는다. 현대에는 아동 대상의 서적 등에서는 본문 중의 한자 전부에 후리가나를 매기는 것을 볼 수 있고(그 이하의 연령을 대상으로 하는 책은 본문 전체가 히라가나로 되어 있다), 아동 도서가 아닌 이상 모든 한자에 후리가나를 매기지는 않는다.
얼마 전까지는 후리가나 한 글자의 크기는 일반적으로 한 가지이기에 '却下'(각하)의 촉음과 요음의 후리가나가 'きやつか'(기야쓰카)로 표기될 수밖에 없었다. 지금은 컴퓨터 편집 기술이 발달하면서 조금씩 이런 경향이 사라지고 있다.

## 후리가나의 일시적 전폐
후리가나는 출판이 활발해지면서 독자층이 넓어짐에 따라 한자를 많이 알지 못하는 독자층도 책이나 신문을 읽기 쉽게 하기 위해 생겨났다. 메이지 시대에 들어서면서 활판 인쇄가 활발해지고 나서도 여전히 모든 한자에 후리가나가 매겨져 있었는데, 1938년 작가 야마모토 유조(山本有三)의 후리가나 폐지론과 더불어, 1946년에 내각에서 고지한 당용한자가 제정되었다.
당용한자란 한자사용 철폐 전 단계로 사용빈도가 높은 한자를 중심으로 1850자를 묶어 이 이외의 한자를 사용하지 않는다는 기준으로 만들어졌으며, 당용한자 이외의 한자를 사용하는 경우 한자 대신 히라가나로 표기하는 방식이었다(蛋白質(단백질)을 たん白質로 표기하는 등). 전쟁 전부터 읽기 힘든 한자에 루비를 붙이던 것이 당시의 활판인쇄로 하는 조판작업에서 높은 비용을 불러왔기에, 한자 제한 및 철폐가 비용 절감에 도움이 된다는 경제적 이유도 있었다. 당시 각 신문사는 당용한자의 도입과 동시에 루비 문자를 폐지했다. 당용한자만 배우고 나면 인쇄물에서 더 이상 모르는 한자가 없으므로 후리가나가 필요없다는 논리에서였다.
그러나 당용한자에 들어가지 않은 고사성어 등의 문제 등이 제기되었고, 후에 당용한자는 1981년, 1945자의 상용한자가 제정되면서 폐지되었고, 상용한자는 한자사용 제한이 아니라 '일반적 한자사용기준'으로서 발표되었다.

## 같이 보기
- 루비 문자